# Ohangwena (Wahlkreis)
Der Wahlkreis Ohangwena ist ein Wahlkreis im Westen der Region Ohangwena im zentralen Norden Namibias. Kreisverwaltungssitz ist Ohangwena. Im Wahlkreis leben (Stand 2023) 31.500 Menschen auf einer Fläche von 229,5 Quadratkilometern.

## Wahlen
| Wahl | Name               | Partei | Stimmenanteil |
| ---- | ------------------ | ------ | ------------- |
| 1992 |                    |        |               |
| 1998 | Usko Ngaamwa       | SWAPO  | 98,5 %        |
| 2004 | Usko Ngaamwa       | SWAPO  | 99,2 %        |
| 2010 | Maria Kombwana     | SWAPO  | 86,4 %        |
| 2015 | Johannes Hakanyome | SWAPO  | 89,3 %        |
| 2020 | Johannes Hakanyome | SWAPO  | 59,9 %        |